# Margaret Wilson (polityk)
Margaret Wilson (ur. 20 maja 1947 w Gisborne) – nowozelandzka polityk i prawniczka, działaczka Partii Pracy, parlamentarzystka i minister, spiker Izby Reprezentantów (2005–2008).

## Życiorys
Ukończyła studia prawnicze na Uniwersytecie w Auckland. Praktykowała w zawodzie prawnika, angażowała się również w działalność związkową i publicystyczną. Była powoływana na różne stanowiska doradcze w instytucjach publicznych i pozarządowych. Została także wykładowczynią prawa na University of Waikato, gdzie pełniła funkcję dziekana wydziału prawa, który współtworzyła w 1990. Zaangażowana w działalność Partii Pracy, w latach 1984–1987 zajmowała tytularne stanowisko przewodniczącej partii. W 1989 premier Geoffrey Palmer mianował ją swoim doradcą ds. politycznych (do 1990).
W 1999 po raz pierwszy została wybrana na posła do Izby Reprezentantów (46. kadencji). Z powodzeniem ubiegała się o reelekcję w wyborach w 2002 i w 2005, zasiadając do 2008 w niższej izbie nowozelandzkiego parlamentu kolejnych kadencji (47. i 48.).
W grudniu 1999 dołączyła do rządu laburzystowskiej premier Helen Clark, obejmując ministerstwo pracy (do lutego 2004). W różnych okresach w tym czasie pełniła dodatkowo szereg innych funkcji rządowych, m.in. ministra ds. komisji prawnej (od czerwca 2001 do sierpnia 2002), ministra ds. sądów (od sierpnia 2002 do maja 2003), ministra handlu (od lutego 2004 do grudnia 2004). 3 marca 2005 została wybrana na spikera Izby Reprezentantów, urząd ten sprawowała do końca 48. kadencji nowozelandzkiego parlamentu, tj. do 8 grudnia 2008.
W 2008 Margaret Wilson nie ubiegała się o poselską reelekcję i powróciła do pracy akademickiej na University of Waikato. Cztery lata wcześniej otrzymała tytuł doktora honoris causa tej uczelni.